# Liliana Cabezas
Liliana Cabezas Cortés (25 ottobre 1973) è un'ex cestista colombiana, professionista nella ABL.

## Carriera
Con la Colombia ha disputato due edizioni dei Campionati sudamericani (2005, 2006).